# Thevenetimyia muricata
Thevenetimyia muricata är en tvåvingeart som först beskrevs av Osten Sacken 1877.  Thevenetimyia muricata ingår i släktet Thevenetimyia och familjen svävflugor. Inga underarter finns listade i Catalogue of Life.